# Племінні казино

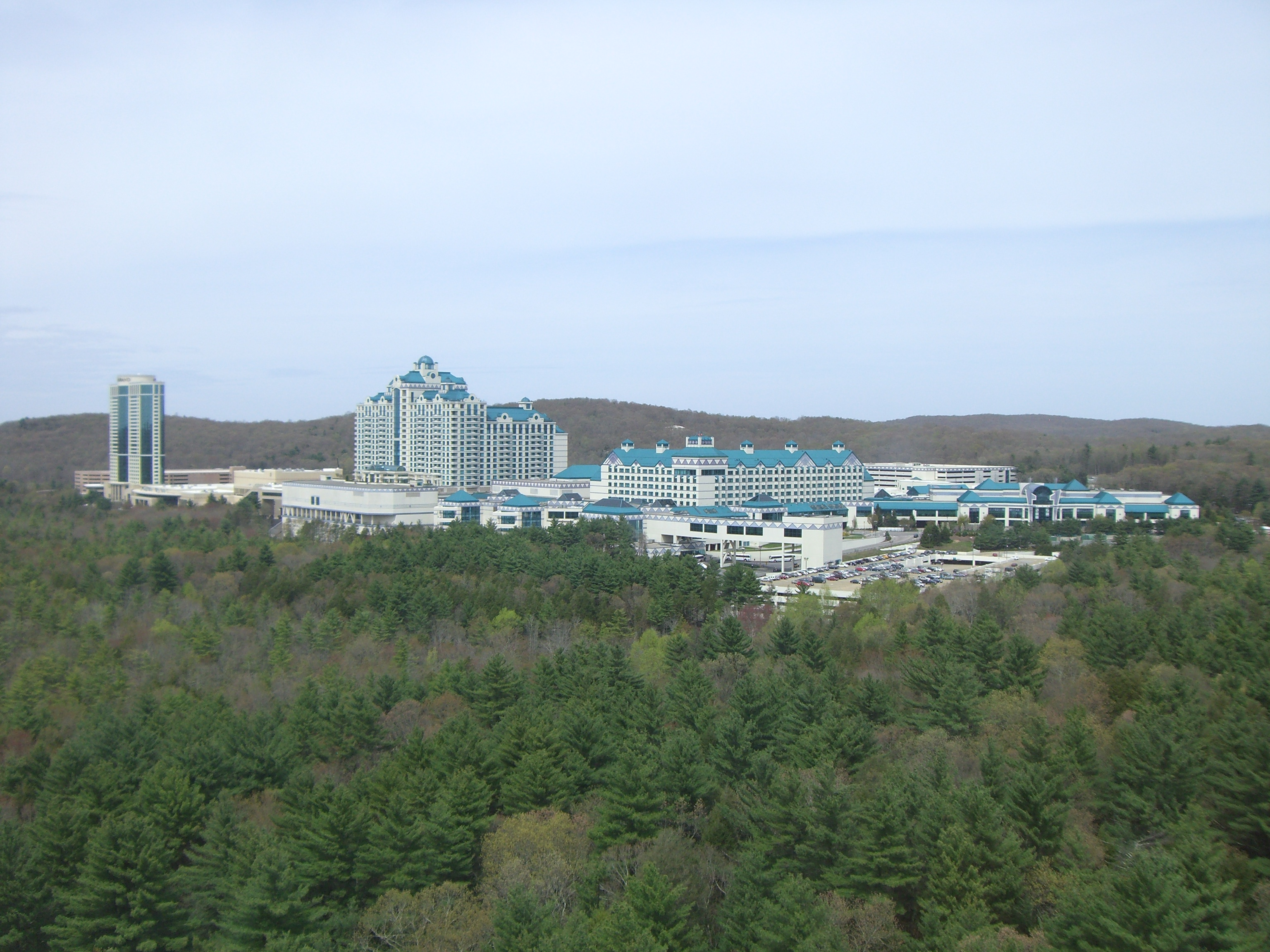
Казино Foxwoods у місті Лед'ярд, штат Коннектикут

Племінні казино, або Казино корінних американців, включають казино, зали бінго та інші заклади азартних ігор в індіанських резерваціях або на інших землях племен в США. Оскільки ці райони мають племінний суверенітет, штати мають обмежені можливості щодо заборони проведення азартних ігор, як це вказано в Індіанському законі про регулювання ігор 1988 року. Станом на 2011 рік, діяло 460 казино, якими керували 240 племен, щорічно вони отримували 27 млрд $ доходу.

## Історія
На початку 1970-х Рассел і Хелен Брайан, пара з народу оджибве, що жила в пересувному будинку на індіанських землях у північній Міннесоті, отримали рахунок на сплату податку на майно від місцевого округу округу Ітаска. Брайанс ніколи раніше не отримував від округу податкових рахунків на майно. Не бажаючи його сплачувати, подружжя за допомогою місцевих адвокатів зі служби юридичної допомоги в Leech Lake подало позов для оскарження податку в суді штату. Брайани програли справу в окружному суді штату, і повторно програли її в Верховному суді Міннесоти. Потім вони звернулись до Верховного суду США, який переглянув справу і постановив не тільки, що штати не мають повноважень оподатковувати корінних жителів, але що вони також не мають повноважень регулювати діяльність корінних жителів на їхніх територіях. Як пояснив професор ігрового права Кевін К. Уошберн, це фактично дозволило корінним народам проводити азартні ігри на своїх територіях. Протягом кількох років представники племен почали проводити ігри в бінго у багатьох різних місцях по всіх США.
Під керівництвом Говарда Томмі Семінольське плем'я у Флориді побудувало велику будівлю для гри в бінго на території своєї резервації поблизу форту Лодердейл, Флорида. Плем'я планувало, що зал бінго працюватиме шість днів на тиждень, всупереч закону штату Флорида, який дозволяє лише два дні на тиждень відкривати зали бінго, а також перевищувати максимальний ліміт джекпотів у 100$. Закон було прийнято для обмежень благодійних ігор у бінго, що проводилися католицькими церквами. Шериф округу Брауард, де знаходилася місцева резервація, вимагав закриття залу бінго, і плем'я подало позов до округу (Seminole Tribe v. Баттерворт), зазначивши, що корінні племена мають суверенітет і захищаються федеральним урядом від втручання уряду штату. Районний суд ухвалив рішення на користь індіанців, посилаючись на голову суду Джон Маршалл у справі Вустер проти. Джорджії.
Суперечка виникла, коли корінні жителі почали розміщувати приватні казино, кімнати для бінго та лотереї на землях резервацій і встановлювали ігрові призи, які перевищували гранично допустимий державою ліміт. Індіанці вимагали імунітету від державних законів, таких як Публічний закон № 280, що передбачав кримінальну відповідальність за подібні порушення. Влада штатів боялась, що корінні жителі матимуть значну конкурентну перевагу над іншими гральними закладами, що принесло би величезний дохід для племен.
Наприкінці 1970-х років і у 1980-х питання щодо законності племінних ігор та імунітету від державного законодавства стояло на розгляді Верховного суду. Суд розглянув потенційні можливості азартних ігор для організованої злочинності в рамках Закону про боротьбу з організованою злочинністю 1970 року. У звіті Міністерства юстиції, представленому Комітету Сенату з питань Індії 18 березня 1992 р., було зроблено висновок, що за кілька років розслідування ФБР організована злочинність не змогла проникнути в індіанські казино та що не існує зв'язку між злочинною діяльністю ігор та організованою злочинністю.
Рішення Верховного суду, видане 9 липня 2020 року розширило племінну юрисдикцію нації Маскогі (Крік) в Оклахомі, також відкрило можливість для корінних американців мати більше повноважень для регулювання азартних ігор у казино.

### Cabazon Band, 1980
На початку 1960-х років група індіанців Кабазон біля Індіо, штат Каліфорнія, була надзвичайно бідною і не мала багато землі. Як стверджує Стюарт Беннер, Кабазон Бенд і сусідня резервація Моронго, жили у трейлерах. Cabazon Band відкрив казино та зал для бінго та покеру 1980 року. Незабаром поліція Індіо та шериф округу Ріверсайд закрили ігрові зали та заарештували численних індіанців, конфіскувавши всі гроші та товари, що були у племені. Cabazon Band подала позов до федерального суду і перемогла, як і плем'я семінолів у Флориді. Попри те, що плем'я перемогло в судах нижчих інстанцій, Верховний Суд переглянув справу у 1986 році, ухваливши рішення про те, чи можуть корінні жителі США контролюватися державним законодавством. Суд знову постановив, що власні ігри повинні регулюватись виключно Конгресом та федеральним урядом, а не урядом штату; підтвердивши суверенітет племен, що дозволило багатьом із них створювати власні казино.

### Індіанський закон про ігрові регулювання
1988 року Конгрес прийняв Індіанський закон про регулювання ігор (IGRA) (підписаний президентом Рональдом Рейганом), який зберігав суверенітет племен для створення залів, схожих на казино, але на племінних землях, а федеральний уряд має повноваження регулювати ігровий процес. Ці угоди використовувались державними чиновниками для конфіскації доходів корінних казино, які слугують «спеціальним» податком на резервування корінних жителів. По суті, племена все ще мають «ексклюзивне право» на всі класи ігор, за винятком випадків, коли штати не приймають цей клас або це суперечить федеральному закону.
Після підписання президентом Рейганом IGRA, дохід від власних ігор зріс зі 100 млн $ 1988 року до 16,7 млрд $ 2006 року. 1988 року, слідом за IGRA, була створена Національна індіанська комісія з ігор як федеральне агентство для регулювання казино з високими ставками.
Комісія складається з трьох членів: голови, який призначається президентом США за згодою Сенату, та двох асоційованих членів, призначених міністром внутрішніх справ. Кожен член призначається на трирічний термін і повинен пройти детальну перевірку Генеральним прокурором США.
Цей ріст викликав не лише великі доходи, а й корупцію. У січні 2006 року розглядалась судова справа за участю лобістів, засуджених за такі злочини, як змова, шахрайство та ухилення від сплати податків. Справу назвали «Індіанським лобістським скандалом Джека Абрамова». Ці лобісти, Джек Абрамофф, Ральф Рід-молодший, Гровер Норкуіст та Майкл Скенлон, підкупили членів Конгресу, коли лобіювали власні казино, а потім порушували правила про виплати клієнтам, отримавши на 90 млн $ більше.
2019 року племінні казино з 29 штатів отримали рекордний прибуток, що склав 34,6 млрд $, це на 2,5% більше за 2018 рік. Найбільше зростання в 7,7% до 2,7 млрд $ було зафіксовано в районі Оклахома-Сіті, до якого відносяться Західна Оклахома і Техас. Найбільший прибуток (9,7 млрд $) зафіксовано в районі Сакраменто, до якого відносяться Каліфорнія і Північна Невада. Це на 4,3% перевищує прибуток 2018 року.

## Статистика
Статистика, надана Національною індійською ігровою комісією (NIGC), свідчить, що в США існує 460 ігрових закладів. Ці казино управляються 240 федерально визнаними племенами та пропонують ігри класу I, класу II та класу III. Ігри поділяються на 3 класи з різною схемою регулювання для кожного.

### Каліфорнія

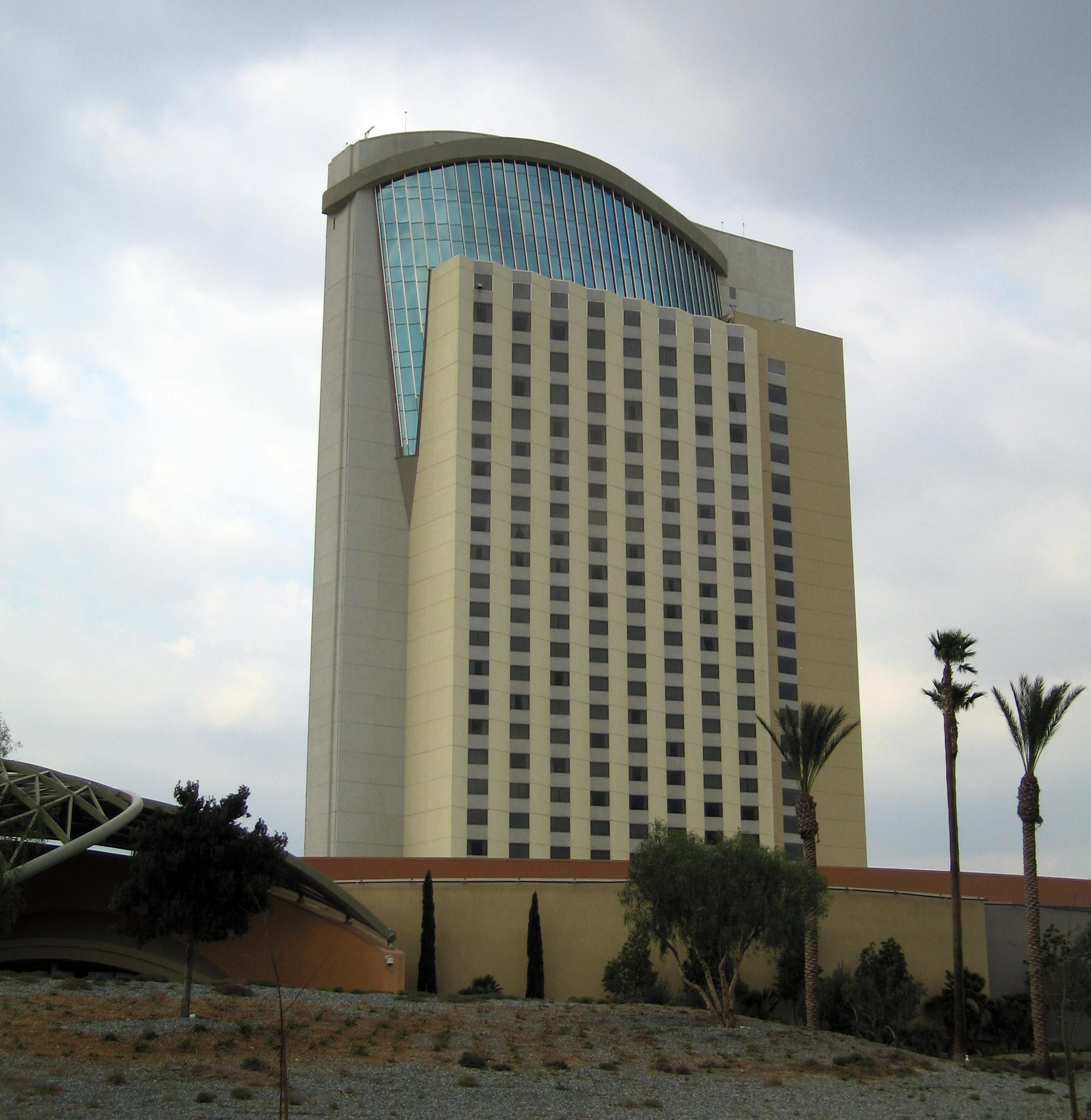
Казино Morongo, курорт і спа в Кабазоні, Каліфорнія

Найбільше казино штату Каліфорнія — це курорт і казино Pechanga в Темекулі, що має понад 3000 ігрових автоматів та приблизно 200 000 фут2 (19 000 м2) ігрового простору.

### Оклахома
Доходи від ігор в Оклахомі зросли до 3,23 млрд $ 2010 року, що становить 44 % всіх американських казино. Оклахома випередила штат Коннектикут, посідаючи друге місце в США за доходами від ігор. Оклахома має 113 племінних казино, більше, ніж будь-який інший штат США У звіті US Gaming за 2015 рік говориться, що в Оклахомі найбільше ігрових автоматів. WinStar World Casino в Такервіллі, штат Оклахома, є третім за величиною казино в Північній Америці. Велика частина цього успіху зумовлена географією: метроплекс Даллас-Форт-Ворт знаходиться приблизно за годину їзди від лінії штату Оклахома, а в Техасі заборонено азартні ігри в казино. Індіанський закон про регулювання ігор 1988 року вимагає, щоб чисті доходи від таких ігор спрямовувались на племена для державного управління, економічного розвитку та загального добробуту; благодійним організаціям та допомагати фінансувати органи місцевого самоврядування.

### Коннектикут
Курортне казино Foxwoods було відкрито у 1992 році у місті Лед'ярд, штат Коннектикут. Плем'я, що ним керує, заробило 1,5 млрд $, більше, ніж будь-яке казино в Лас-Вегасі чи Атлантик-Сіті. Маючи 7200 ігрових автоматів та 380 настільних ігор, Казино Foxwoods Resort є найбільшим казино в США і другим за величиною у світі після Венеціанського Макао.
Курорт і казино Mohegan Sun також знаходиться в штаті Коннектикут, управляється племенем Мохеган . На початку 1990-х плем'я Мохеган звернулося до Mashantucket Pequots за дозволом займатися іграми. Машантукети задовольнили це прохання, відкривши Mohegan Sun 1996 року. Це підприємство займає 54 тис. м2 і складається з 6500 ігрових автоматів та 180 настільних ігор. Це друге за величиною казино США, яке розташоване за 11 миль від Фоксвуда в Ункасвіллі, штат Коннектикут . З моменту відкриття в 1996 році штат Коннектикут отримав понад 3 мільярди доларів доходу від слотів лише від Mohegan Sun.
Успіх обох казино обумовлений, мабуть, їх розташуванням приблизно на півдорозі між Нью-Йорком та Бостоном.

### Айдахо
Казино Coeur d'Alene знаходиться в Айдахо, США. Засноване 1993 року, воно складається з гольф-клубу Circling Raven, двох розкішних готелів, казино та різноманітних ресторанів. Частина прибутку казино інвестується назад до людей Coeur d'Alene в освіту та різні інвестиційні проекти.
Плем'я Shoshone-Bannock також управляє казино, яке працює лише на слотах, у Форт-Холл, штат Айдахо, недалеко від Покателло, штат Айдахо.

### Нью-Йорк
У березні 1994 року могавки створили спільне підприємство з Alpha Hospitality для розвитку та управління ігровим майданчиком на землях племен. У січні 1996 року вони уклали меморандум з Робертом А. Берманом «Catskill Development, LLC» щодо розробки та управління казино, що прилягає до іподрому Монтічелло. Проект отримав схвалення від Національної індійської комісії з ігор.

Однак у 1999 році плем'я могавків підписало угоду про будівництво казино замість Park Place Entertainment. Того ж року в Гогансбурзі, штат Нью-Йорк, було відкрито казино Akwesasne Mohawk (AM
C). Управляється Mohawk Nation .

### Індіана
Перше племінне казино штату Індіана було відкрито 16 січня 2017 року. Казино Four Winds площею 175000 квадратних футів розташоване в Саут-Бенді і управляється племенем індіанців Потаватомі.

### Міннесота
Найбільшим казино в Міннесоті є Mystic Lake Casino Hotel. Казино-готель Mystic Lake належить і управляється спільнотою Shakopee Mdewakanton (SMSC) в Пріор-Лейк, штат Міннесота, США, на південний захід від Міннеаполіса та Сент-Пола.